# روزهای خوب (مجموعه تلویزیونی ۱۹۹۰)
روزهای خوب (به انگلیسی: Glory Days) مجموعه تلویزیونی درام آمریکایی است که از تاریخ ۲۵ ژوئیه تا ۱۳ سپتامبر سال ۱۹۹۰ به روی آنتن رفت.

## محتوا
چهار دوست از آموزش متوسطه فارغ‌التحصیل می‌شوند و مسیر زندگی‌شان متفاوت می‌گردد.

## بازیگران
- اسپایک الکساندر
- برد پیت
- ایوان می‌راند
- نیکولاس کلسن
- بت بروریک
- رابرت کوستانزو